# Marc Kavaš
Marc Kavaš, slovenski kitarist, * 27. november 1963.
Sodeloval je na legendarnem albumu zasedbe Pankrti : Osmi dan. Leta 1978 je bil soustanovitelj prve slovenske heavy metal zasedbe Lene kosti - skupaj s svojim bratom Giovanni Kavašem. V devetdesetih se je pridružil skupini Requiem in z njimi ostal dolga leta.

## Diskografija
- Pankrti, Osmi dan (Jugoton, 1985)
- Requiem, MCMXCV,X (1995, samozaložba)
- Requiem, Ogenj (1996, Dots Records)
- Requiem, III (1999, ZKP)
- Requiem, Zadnja molitev (2002, Play Records)
- Lene kosti, Park Bar
- Lene kosti, Do or die